# 현도중학교
현도중학교(賢都中學校)는 대한민국 충청북도 청주시 서원구 현도면 선동리에 있는 공립 중학교이다.

## 학교 연혁
- 1969년 10월 14일 : 현도중학교 설립인가(6학급)
- 1970년 3월 17일 : 2학급 개교(현도면 청남로 332-4)
- 1973년 1월 21일 : 제1회 졸업식
- 2005년 2월 15일 : 교사 개축 준공(10실)
- 2007년 12월 1일 : 도서실 리모델링
- 2010년 8월 30일 : 미술실, 급식실 리모델링
- 2013년 10월 11일 : 현도중학교 야구부 창단
- 2015년 5월 31일 : 야구장 및 부대시설 완공
- 2018년 8월 31일 : 어진이 북카페 완비, 창의융합과학실 현대화, 진로상딤실 개관
- 2020년 9월 22일 : 체육관(어진이관) 준공
- 2023년 3월 1일 : 제23대 임흥빈 교장 부임
- 2024년 1월 9일 : 제52회 졸업식(9명, 총 졸업생 수 3,937명)
- 2024년 3월 4일 : 입학식(4명)

## 참고 자료
- 현도중학교 - 한국교육학술정보원 학교알리미